# Pardiglanis tarabinii
Pardiglanis tarabinii là một loài cá da trơn trong họ Claroteidae.
Loài này có phân loại học chưa chắc chắn, hiện được xếp trong chi Pardiglanis. Tuy nhiên, một số nguồn tài liệu xem nó là đồng nghĩa của Clarotes.